# Notre Dame des Anges
Notre Dame des Anges, vaak eenvoudigweg de Notre Dame genoemd, is een school voor voortgezet onderwijs in Nederland. Het is gevestigd in de Gelderse plaats Ubbergen (gemeente Berg en Dal), nabij Nijmegen. De school biedt uitsluitend het hoger algemeen voortgezet onderwijs (havo) en is daarmee naast havo De Hof in Amsterdam de enige andere categorale havo-school in Nederland. Notre Dame des Anges is vernoemd naar een kapel in Lurs in de Franse Alpen; er werd verondersteld dat deze kapel wonderdadig zou zijn.

## Geschiedenis
Notre Dame des Anges werd opgericht in 1903 als katholiek meisjespensionaat: een kostschool voor katholieke meisjes van gegoede huize. De instelling was geïnstitueerd door de Kanunnikessen van Sint-Augustinus van de Congregatie van Onze-Lieve-Vrouw; deze zusters emigreerden destijds naar Nederland vanwege de antiklerikale wetten die in Frankrijk waren afgeroepen. Het Frans was dan ook de voertaal binnen het pensionaat. Het initiële gebouw van Notre Dame des Anges was de Ubbergse villa Ter Meer, waar de nonnen woonden. Deze 19e-eeuwse villa lag in een hellingbos op de flank van de stuwwal. Het gebouw was ontworpen in de stijl van de neorenasissance. De vestiging werd in de periode 1910–1926 langzaam uitgebouwd tot een aanzienlijk gebouwencomplex. Het had een kapel, een sportzaal, leslokalen, een badruimte, slaapzalen met chambrettes en een koetshuis waar het ondersteunend personeel kon wonen. Architect Jean van Groenendael heeft zich voor de kapel laten inspireren door de Sainte-Chapelle in Parijs. Dat is onder meer te zien aan de spitsboogvensters met gebrandschilderd glas-in-lood.

Als middelbare meisjesschool (MMS) functioneerde Notre Dame des Anges tot het jaar 1968. Met de totstandkoming van de Mammoetwet in 1963 was het einde van de MMS eigenlijk al ingeluid. Notre Dame des Anges ging verder als havoschool, in een ander gebouw. Aan het begin van de jaren 1970 werd het oude gebouwencomplex verkocht aan een textielfabrikant. Hij gaf het de naam 'De Refter'. In 1978 werd De Refter verkocht aan een projectontwikkelaar die het complex ongeveer twee jaar lang gebruikte voor de opvang van Vietnamese vluchtelingen. Daarna kwam het grootste deel van het gebouwencomplex leeg te staan. In 1985 werd De Refter herbestemd tot een woon-werkpand, in beheer bij een stichting. Er wonen ongeveer 100 mensen in woongroepen en gezinsverband. Het complex heeft een status als rijksmonument. 

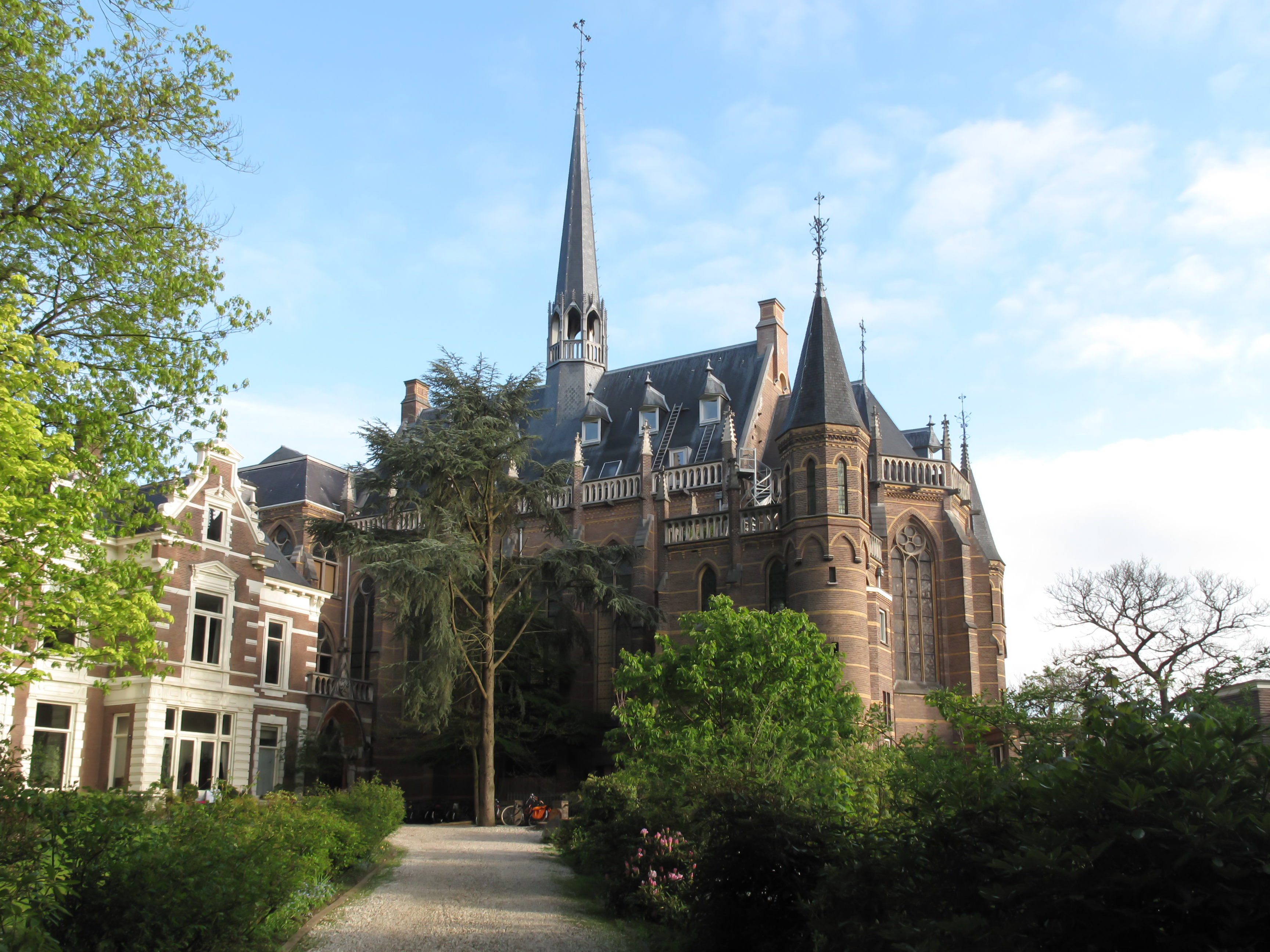
Het monumentale gebouw (voormalig kloostercomplex) 'Notre Dame des Anges' in 2006. Thans draagt het gebouwencomplex de naam De Refter.

In 1973 werd voor de havoschool (die nog wel de naam Notre Dame des Anges droeg) een nieuw schoolgebouw gebouwd aan de voet van de stuwwal, nabij de Kasteelselaan. Rond 2010 vond men dat dit laatstgenoemde gebouw zeer was verouderd; daarom werd het in 2011 gesloopt. In datzelfde jaar verhuisde de school naar een nieuw schoolgebouw, dat direct naast het verouderde gebouw van de school werd gebouwd.
Volgens de overlevering hebben zich op de oude kostschool gevallen van mishandeling/misbruik voorgedaan. Zo moest in de kleinere kapel eens voor straf een meisje biddend en geknield de nacht doorbrengen met een liniaal op haar hoofd die zij moest rechthouden. De volgende ochtend werd zij dood gevonden. Het archief met dergelijke verhalen is in het Regionaal Archief Nijmegen opgeslagen en wordt na het overlijden van de laatste non vrijgegeven.

## Awards
In de onderstaande lijst staan prijzen die de school heeft ontvangen.
- KlASSe Award (2009)[6]
- Gelderse Prijs voor Ruimtelijke Kwaliteit (2014)[4][7]

## Bekende oud-leerlingen
In de onderstaande lijst staan bekende personen die op Notre Dame des Anges hun diploma hebben behaald.
- Olly van Abbe (1935–2017), bekend beeldhouwster
- Floriske van Leeuwen (1971), oud-Eerste Kamerlid en voormalig partijvoorzitter van de Partij voor de Dieren
- Sinan Can (1977), journalist en programmamaker
- Marthe Weijers (1989), danseres en choreografe in de hiphop
- Nuva Macare (1997), zanger en pianist

## Bekende oud-docenten
In de onderstaande lijst staan bekende personen die als docent(e) hebben gewerkt op Notre Dame des Anges.
- Marga Klompé (1912–1986), voormalig KVP-politica en Nederlands eerste vrouwelijke minister (werkte als scheikundelerares)[8]
- Bart Welten (1922–1970), bekend beeldhouwer (werkte als tekenleraar)
- Lia Roefs (1955), voormalig Tweede Kamerlid namens de Partij van de Arbeid (werkte als aardrijkskundelerares)

## Fotogalerij

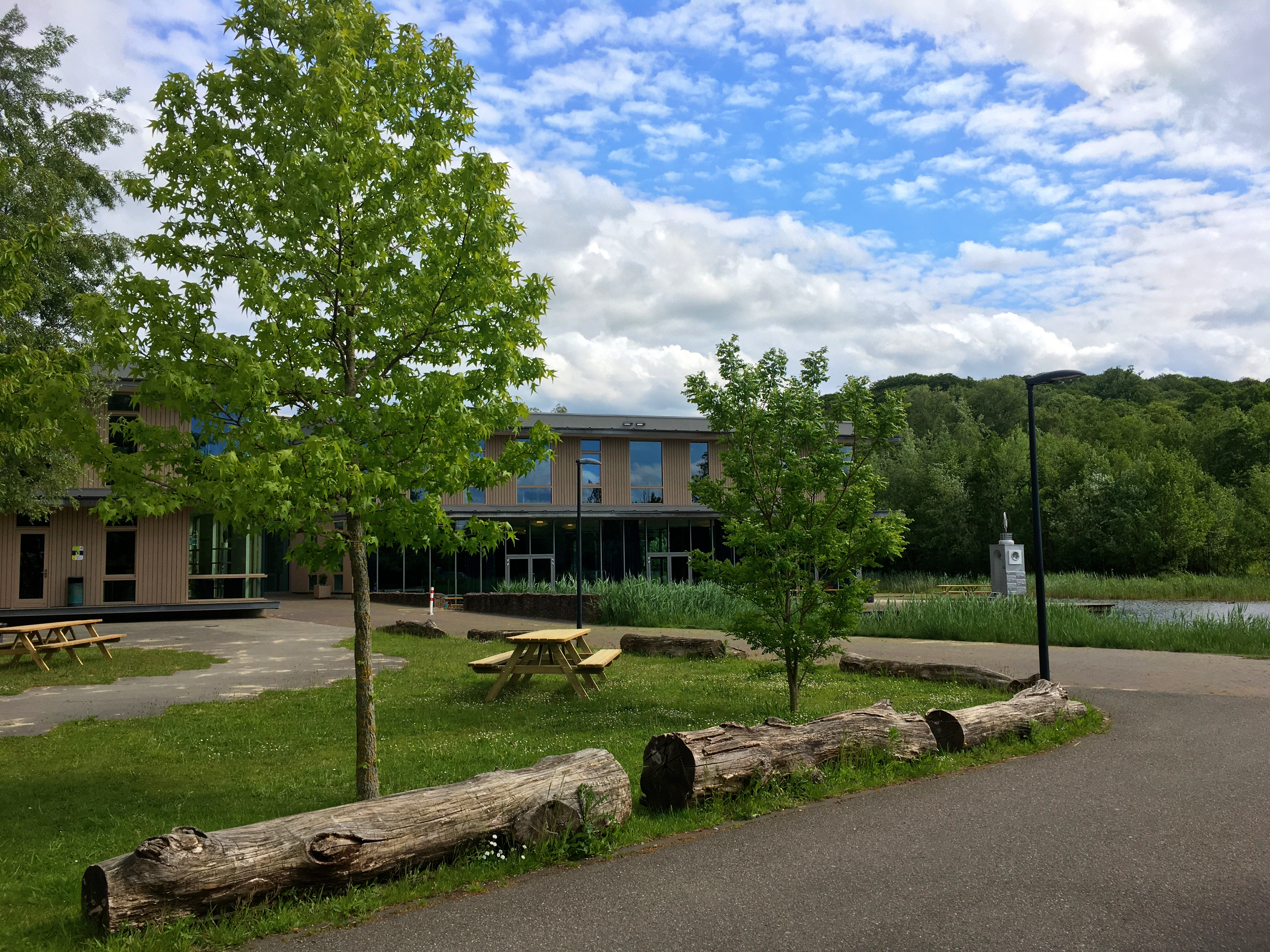
De inrit/uitrit van het huidige schoolgebouw
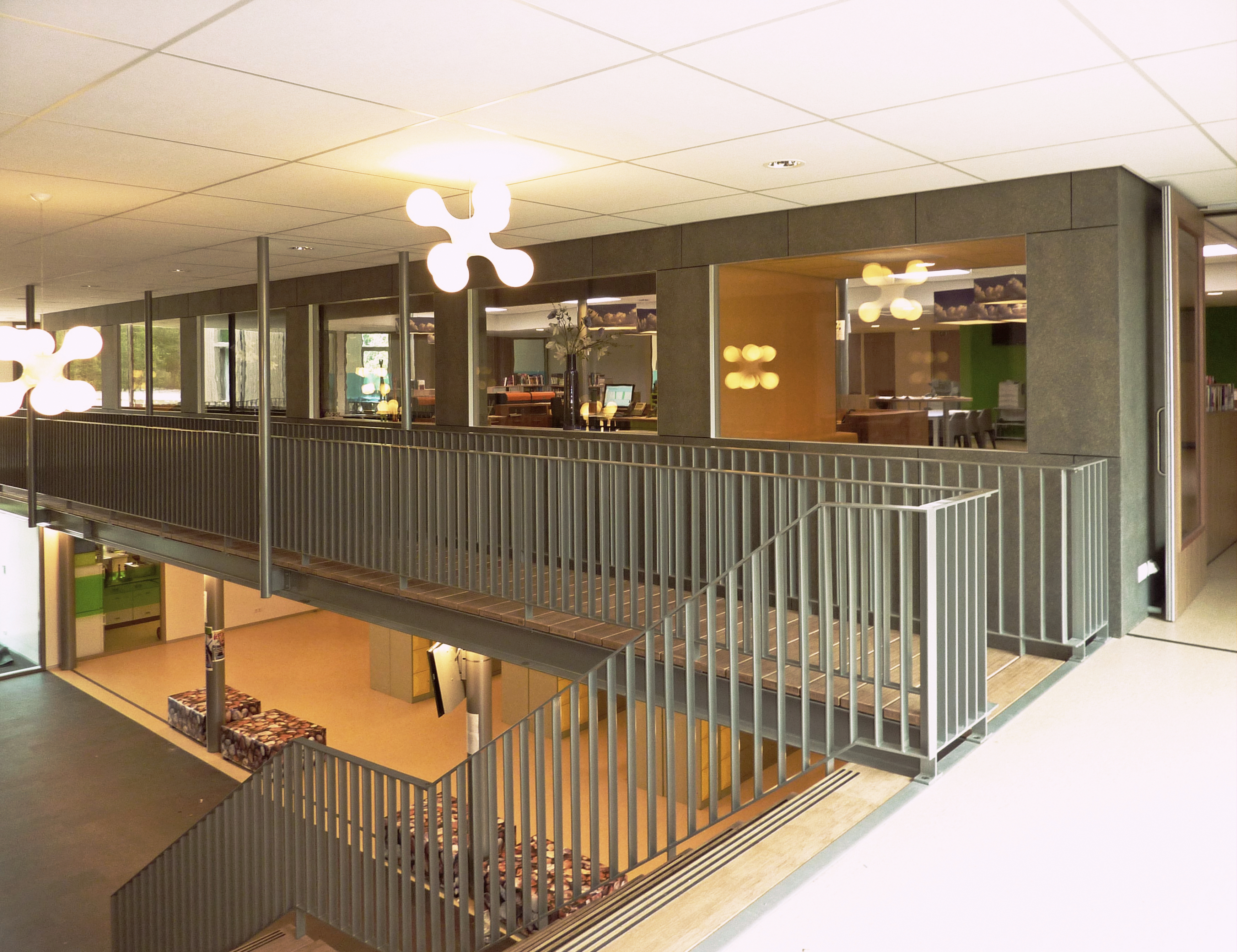
De binnenkant van het huidige schoolgebouw
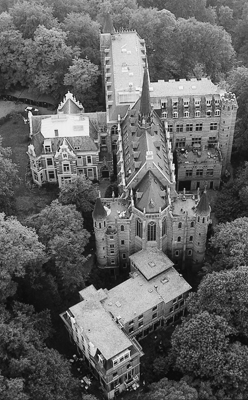
Luchtfoto van De Refter (monumentaal pand)
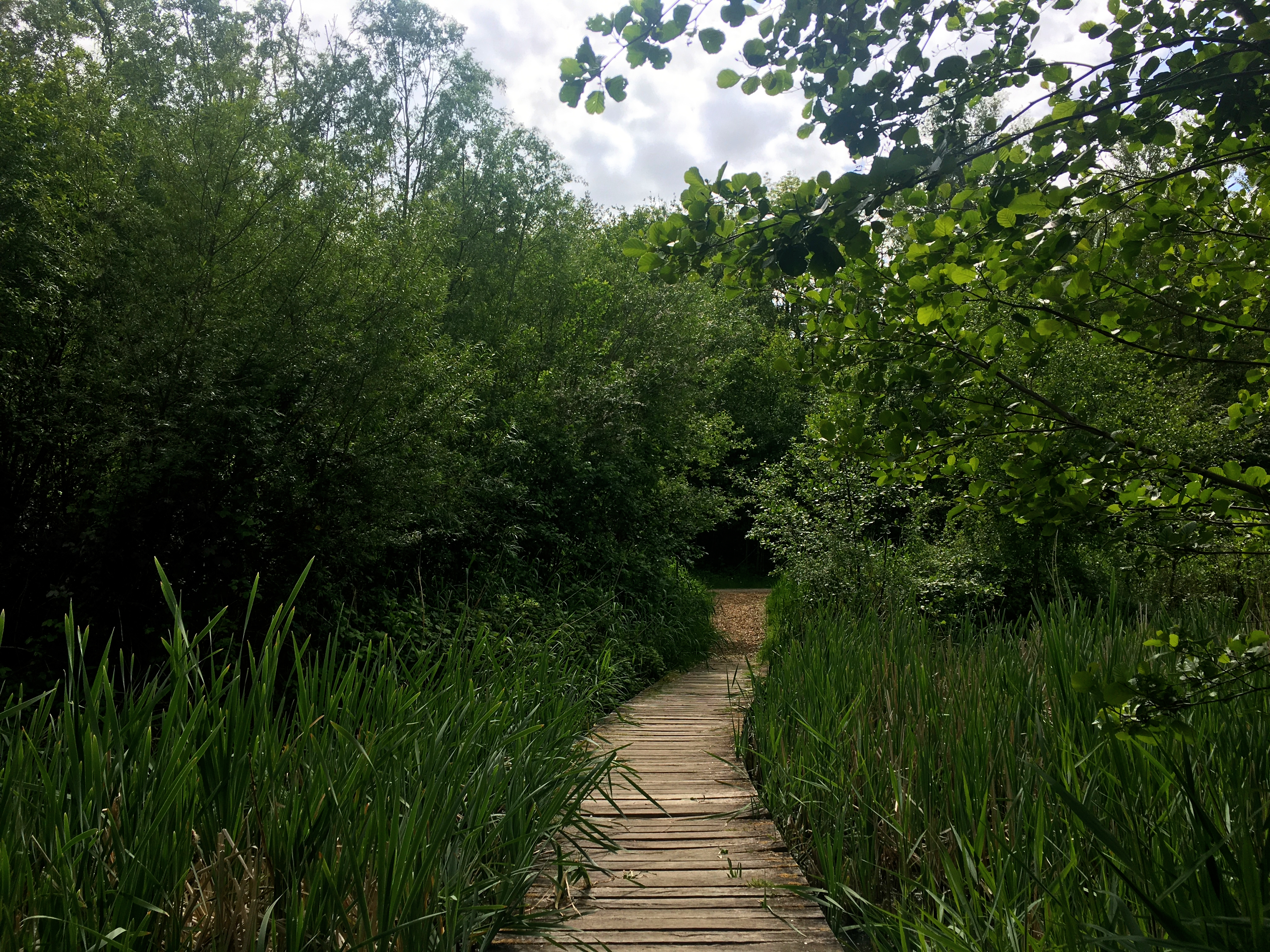
Vlonderpad van de school naar het bos

## Trivia
- Op 2 februari 2010 bracht Amerikaans historicus, oorlogsveteraan en mensenrechtenactivist Timuel Black een bezoek aan de school.[9] Enkele leerlingen uit de vierde klas kregen de kans om vragen aan Black te stellen tijdens zijn bezoek.
- In december 2017 haalde de school een kerstactiebedrag op van € 12.628,00 om te schenken aan Movement On The Ground (een stichting die opkomt voor de slachtoffers van de Europese vluchtelingencrisis). Naar aanleiding van deze actie kwam Johnny de Mol (een van de oprichters van de stichting) op 19 maart 2018 naar de school om de leerlingen hier persoonlijk voor te bedanken.[10]